# Xysticus lalandei
Xysticus lalandei là một loài nhện trong họ Thomisidae.
Loài này thuộc chi Xysticus. Xysticus lalandei được Jean Victor Audouin miêu tả năm 1826.